# 831
831 (DCCCXXXI) fue un año común comenzado en domingo del calendario juliano, en vigor en aquella fecha.

## Acontecimientos
- Ibrahim I ibn Aglab, gobernador musulmán, y Eufemio, comandante bizantino, conquistaron Palermo.

## Fallecimientos
- Omurtag, kan de Bulgaria
- Xue tao, poetisa china.